# Games Designer
Games Designer è un software che permette di creare ed eseguire videogiochi personalizzati dall'utente senza alcuna programmazione, pubblicato nel 1983 per ZX Spectrum e nel 1985 per MSX dalla Quicksilva. Di fatto permette soltanto di realizzare varianti di semplici sparatutto e include 8 giochi preconfezionati modificabili.
Venne ripubblicato anche come Games Maker dalla St. Michael (Spectrum) e in spagnolo come Generador de Juegos dalla Sony (MSX) o Diseñador de Juegos dalla Investronica (Spectrum).

## Modalità di gioco
I giochi che si possono realizzare sono sparatutto a schermata fissa per giocatore singolo contro ondate di nemici su un'area bidimensionale priva di ostacoli.
Si parte dalla modifica di uno degli 8 giochi forniti con il programma (Attack of the Mutant Hamburgers, Cyborg, Reflecttron, Turbo-Spider, Tanks a Lot, Halloween, Splat, Qbix), che fanno da esempi delle varie possibilità disponibili.
Il menù principale presenta un elenco testuale in inglese (versioni ufficiali anche in spagnolo) di opzioni richiamabili con un numero. Si può selezionare un videogioco e scegliere di giocarlo, oppure entrare in quattro pagine di modifica:
- Disegno degli sprite, ossia 32 piccole immagini monocromatiche che rappresentano l'oggetto controllato dal giocatore orientato nelle varie direzioni, i tipi di nemici nelle loro varie fasi di animazione, i proiettili e le animazioni di distruzione. L'utente può modificare ciascuno sprite attivando e cancellando i singoli pixel in una matrice 12x12[3].
- Configurazione, con diverse sottofunzioni: stile di movimento e sparo del giocatore, ispirato a vari giochi famosi (Space Invaders, Scramble, Asteroids o Berzerk[4]); alcuni effetti generali, come la presenza di sfondo stellato; colore di sfondo e colore delle scritte ed eventuali stelle; effetti sonori di spari e distruzioni, ciascuno definibile variando cinque parametri tramite cursori.
- Schemi di movimento dei nemici, definibili tramite sequenze di spostamenti nelle otto direzioni. La definizione di uno schema viene mostrata sia come sequenza di numeri, sia come linea del percorso da effettuare.
- Caratteristiche delle ondate di nemici, come il loro numero e velocità, capacità di sparare a loro volta, il valore in punteggio, e quale schema di movimento eseguiranno tra quelli sopra definiti. Il tutto viene definito tramite una matrice di numeri.

I giochi realizzati si possono salvare su nastro, ma non è possibile eseguire i giochi autonomamente; si possono avviare soltanto dal menù di Games Designer.

## Accoglienza
Games Designer, nella prima e più nota versione ZX Spectrum, fu di solito apprezzato dalla critica dell'epoca. Per i suoi tempi appariva come un programma complesso. Tra le riviste più entusiaste, Electronic Games (edizione italiana) che gli dedicò un approfondimento come "gioco del mese", Crash che assegnò un voto del 92% e Home Computing Weekly che gli assegnò un 5/5.
Il difetto molto spesso evidenziato è la limitatezza delle possibilità di creazione offerte, poiché di fatto non si può fare altro che applicare variazioni a meccaniche di base fisse. Alcune riviste fecero confronti con altri programmi di sviluppo giochi più versatili di quel periodo, in particolare HURG, più complesso, e Fifth che è orientato alla vera programmazione.
Ciò non toglie comunque che Games Designer fosse apprezzato e consigliato per la possibilità di realizzare facilmente dei propri giochi, con esecuzione fluida e di qualità relativamente buona. Secondo Personal Computer Games era ideale come livello introduttivo per chi volesse creare propri giochi. Per Sinclair Computer era ben fatto e qualcosa di diverso dai soliti videogiochi.
Popular Computing Weekly ritenne che già gli otto giochi inclusi erano così buoni che avrebbero potuto essere commercializzati singolarmente con successo ai tempi dei primi software per Spectrum.
Anche il manuale originale del gioco ricevette apprezzamenti per la chiarezza e completezza.